# Conyza bonariensis

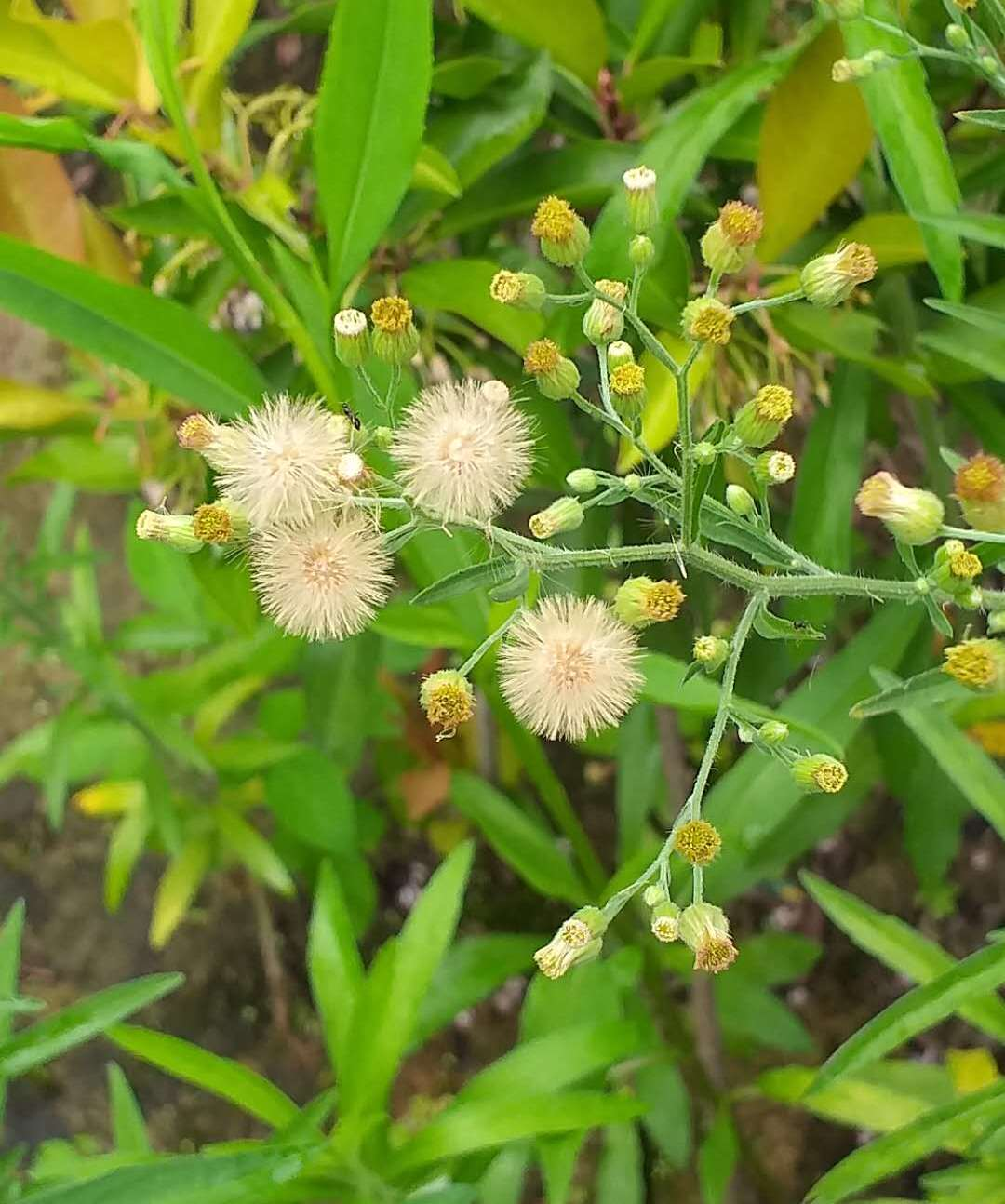

Conyza bonariensis là một loài thực vật có hoa trong họ Cúc. Loài này được (L.) Cronquist mô tả khoa học đầu tiên năm 1943.